# Nagari Muaro Tais
Nagari Muaro Tais is een bestuurslaag in het regentschap Pasaman van de provincie West-Sumatra, Indonesië. Nagari Muaro Tais telt 5693 inwoners (volkstelling 2010).